# 锯线钩蛾属
锯线钩蛾属（学名：Strepsigonia）是鱗翅目钩蛾科的一属，与尾钩蛾属相似，前翅外线成锯齿形，后翅后缘平直。分布于印度，马来西亚，印尼，缅甸和中国。